# Cheilinus fasciatus
Cheilinus fasciatus är en fiskart som först beskrevs av Bloch, 1791.  Cheilinus fasciatus ingår i släktet Cheilinus och familjen läppfiskar. IUCN kategoriserar arten globalt som livskraftig. Inga underarter finns listade i Catalogue of Life.